# Britny Fox
I Britny Fox sono un gruppo hair metal statunitense, formatosi a Filadelfia, Pennsylvania, nel 1985.

## Storia del gruppo
La band era originariamente composta dal cantante e chitarrista ritmico "Dizzy" Dean Davidson, il bassista Billy Childs, il chitarrista solista Michael Kelly Smith e il batterista Tony Destra (quest'ultimi due provenienti dai Cinderella). Il nome del gruppo venne in mente a Davidson, ispirato da un suo antenato gallico.
Grazie al loro legame con i più famosi Cinderella, la band fu in grado di ottenere presto un importante contratto discografico. Tuttavia, proprio mentre le cose stavano cominciando a ingranare, Tony Destra rimase ucciso in un tragico incidente automobilistico. La band proseguì temporaneamente con il batterista Adam West in occasione di un tour, prima di reclutare Johnny Dee proveniente dai Waysted.
Il primo album omonimo dei Britny Fox si rivelò uno dei maggiori successi rock della stagione 1988-89: vendette circa un milione di copie e portò più di 625.000 fan alle loro esibizioni. Il gruppo ottenne frequenti passaggi televisivi su MTV grazie ai videoclip dei singoli Girlschool e Long Way to Love. Dopo la pubblicazione del secondo album, Boys in Heat, Dean Davidson lasciò la band per formare i Blackeyed Susan. Venne sostituito dal cantante Tommy Paris nel terzo album Bite Down Hard nel 1991. Al disco parteciparono anche Zakk Wylde, chitarrista di Ozzy Osbourne, e Rikki Rockett, batterista dei Poison. Il nuovo lavoro vendette meno rispetto ai precedenti due a causa del declino del movimento pop metal, sovrastato in quel periodo dall'ascesa del grunge. I Britny Fox decisero dunque di sciogliersi nel 1992.
Nel 2000 la band si riunì presentando la stessa formazione che si era divisa otto anni prima. Il quarto album Springhead Motorshark venne pubblicato nel 2003.
La band intraprese un lungo tour mondiale tra il 2007 e il 2008. Inizialmente sarebbe dovuto partire insieme al gruppo anche l'ex batterista dei White Lion, Greg D'Angelo, ma questi si ruppe un piede durante le prove e venne rimpiazzato da Henry Now.
Negli anni successivi i Britny Fox vennero portati avanti dall'unico membro superstite Billy Childs.

## Formazione

### Formazione attuale
- Jamie Fletcher – voce, chitarra (2008-oggi)
- Billy Childs – basso (1985-oggi)
- Greg Polcari – chitarra (2007-oggi)
- Henry Now – batteria (2007-oggi)

### Ex componenti
- Dean Davidson – voce, chitarra (1985-1990)
- Tony Destra – batteria (1985-1987)
- Adam West – batteria (1987)
- Tommy Paris – voce, chitarra (1990-2007)
- Michael Kelly Smith – chitarra (1985-2006)
- Johnny Dee – batteria (1987-2007)

### Turnisti
- Tommy Krash – chitarra (2007)
- Greg D'Angelo – batteria (2007)

## Discografia

### Album in studio
- 1988 - Britny Fox
- 1989 - Boys in Heat
- 1991 - Bite Down Hard
- 2003 - Springhead Motorshark

### EP
- 1986 - In America [EP]

### Live
- 1997 – Gudbuy T'Dean
- 2001 – Long Way to Live!
- 2001 – Live at Froggy's
- 2006 – Extended Versions

### Raccolte
- 2001 – The Best of Britny Fox
- 2002 – The Bite Down Hard Demo Sessions

### Apparizioni
- 1988 – Iron Eagle Original Soundtrack
- 1991 – Nintendo White Knuckle Scorin

## Videografia
- 1989 – Year of the Fox [VHS]